# Julie Warner
Pour les articles homonymes, voir Warner.
Julie Warner, née Juliet Mia Warner, le 9 février 1965 à Manhattan,  dans l'État de New York, aux (États-Unis), est une actrice américaine.

## Biographie
Issue d'une famille de musiciens, elle s'est vue conseiller le métier d'actrice par un agent alors qu'elle était encore adolescente. Elle a assez vite commencé sa carrière avec le soap opera Guiding Light. En 1987, elle a obtenu un diplôme de théâtre à l'université Brown, elle est ensuite partie à Los Angeles, où elle a alterné auditions et emplois de serveuse.
En 1989 et 1990, elle apparaît dans deux épisodes de Star Trek : La Nouvelle Génération : Piégés ! (Booby Trap) et Transfigurations. Les films qui l'ont fait remarquer sont Doc Hollywood (1991), avec Michael J. Fox, et Mr. Saturday Night (1992), de et avec Billy Crystal.

## Filmographie
| Année | Titre                               | Rôle                |
| ----- | ----------------------------------- | ------------------- |
| 1990  | L'Expérience interdite (Flatliners) | une conquête de Joe |
| 1991  | Doc Hollywood                       | Vialula / 'Lou'     |
| 1992  | Mr. Saturday Night                  | Elaine Young        |
| 1993  | Indian Summer                       | Kelly Berman        |
| 1994  | Les Maîtres du monde                | Mary Sefton         |
| 1995  | Le Courage d'un con                 | Michelle Brock      |
| 1996  | Wedding Bell Blues                  | Micki Rachel Levine |
| 1997  | White Lies                          | Mimi Furst          |
| 1999  | Pros & Cons                         | Eileen              |
| 2006  | Stick It                            | Phyllis Charis      |
| 2007  | Passion's web                       | Allan Harmon        |
| 2008  | Forever Strong                      | Natalie Penning     |
| 2010  | Radio Free Albemuth                 | Newscaster #1       |
| 2012  | Little Women, Big Cars              | Barbara             |
| 2014  | Telling of the Shoes                | Ellie               |
| 2015  | Breaking Through                    | Mom / Anna          |
| 2016  | The Beautiful Ones                  | Caterina Tancredi   |
| 2016  | Chalk It Up                         | Dean York           |
| 2018  | Unbelievable!!!!!                   | Female Curlisha     |